# Jüdischer Frauenbund

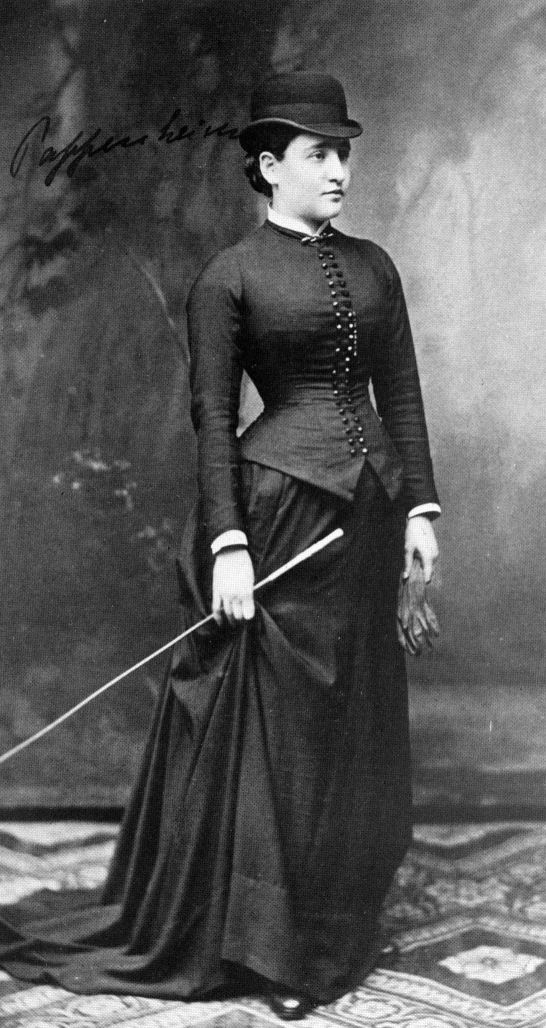
Bertha Pappenheim, oprichtster en drijvende kracht achter de Jüdischer Frauenbund.

De Jüdischer Frauenbund werd in 1904 opgericht en speelde een belangrijke rol bij de emancipatie van Joodse vrouwen in Duitsland in de decennia voorafgaand aan de Tweede Wereldoorlog. Op haar hoogtepunt in 1928 had de Frauenbund vijftigduizend leden. Dat betekende dat vijftien tot twintig procent van alle Joodse vrouwen zich had aangesloten bij de bond.

## Geschiedenis
Rond de eeuwwisseling werden er in Duitsland verschillende vrouwenorganisaties opgericht, zoals de Deutsch-Evangelischer Frauenbund (1899) en de Katholischer Frauenbund (1903). Zij maakten deel uit van de eerste feministische golf en zouden een belangrijke rol spelen bij de strijd om gelijke rechten voor de vrouw, zoals het kiesrecht.
Bertha Pappenheim en Sidonie Werner stonden in 1904 aan de basis van de Jüdischer Frauenbund. Pappenheim leidde de organisatie twintig jaar en speelde tot haar dood in 1936 een belangrijke rol. In 1907 sloot de Frauenbund zich aan bij de Bund Deutscher Frauenvereine, een koepelorganisatie voor de vrouwenbonden van verschillende snit.
De Jüdischer Frauenbund had als belangrijke doel om de omstandigheden van de vrouwen binnen de Joodse gemeenschap te verbeteren. Ook wilde zij de vrouwen dichter bij de Joodse traditie brengen. Veel Duitse Joden waren namelijk aan het begin van de 20e eeuw goed geassimileerd, waardoor zij los raakten van hun Joodse identiteit. De activiteiten van de Frauenbund leidde zeker in de meer orthodox-Joodse kringen soms tot spanning. De uitsluiting van de vrouw bij religieuze activiteiten was diep geworteld in de Joodse traditie. De bond wilde het Jodendom bevrijden van het formalisme en strengheid. De bond ging hierin verder dan een zustervereniging als B'nai B'rith.
De organisatie hield zich ook bezig met religieus liefdadigheidswerk. Zij bood ook scholingscursussen aan en wilde voorkomen dat Joodse vrouwen in de prostitutie terecht kwamen. In samenwerking met een aantal andere organisatie ontstond hier in 1917 de Zentralwohlfahrtsstelle der Juden in Deutschland uit.  Bertha Pappenheim reisde meerdere keren naar Oost-Europa. De Jüdischer Frauenbund maakte zich hard voor de positie van Joodse vrouwen in het buitenland. Na de uitbraak van de Eerste Wereldoorlog nam de aandacht voor het buitenland weer af.
Na de Eerste Wereldoorlog had de Jüdischer Frauenbund moeite om jonge vrouwen aan zich te binden. Voor de oorlog was er nog veel aandacht voor de strijd voor vrouwenrechten, maar daarna kwam de nadruk steeds meer te liggen op "Joodse" kwesties.
Na de machtsovername van de nazi's in 1933 en de aanname van de Rassenwetten van Neurenberg in 1935 stimuleerde de bond Duitse Joden om naar het buitenland te emigreren. Na de dood van Pappenheim in 1936 nam Hannah Karminski de leiding over. Na de Kristallnacht in november 1938 kreeg Ottillie Schönewald, die sinds 1934 voorzitter was, de opdracht om de organisatie te liquideren. In 1939 ging dat wat nog restte van de Jüdischer Frauenbund op in de Reichsvereinigung der Juden in Deutschland. Cora Berliner nam de verantwoordelijk voor het sociale werk op zich. Zowel Hanna Karminski als Cora Berliner werden een paar jaar later door de nazi's om het leven gebracht.